# Coca-Cola Charity Championship
Het Coca-Cola Charity Championship was een jaarlijks golftoernooi die deel uitmaakte van de Sunshine Tour, van 2006 tot 2010. Het toernooi werd gespeeld op verschillende golfbanen in de provincie West-Kaap, in Zuid-Afrika.
De eerste editie was in 2006. Het was het laatste toernooi van de winter toernooiserie. Het toernooi bestaat uit 54 holes en wordt gespeeld op de door Gary Player ontworpen The Outeniqua-baan van Fancourt. een resort op de tuinroute in Zuid-Afrika.

## Winnaars
| Jaar | Baan                    | Stad      | Winnaar           | Score     |
| ---- | ----------------------- | --------- | ----------------- | --------- |
| 2006 | Arabella Country Estate | Kleinmond | Alan Michell      | 200 (−16) |
| 2007 | Arabella Country Estate | Kleinmond | Titch Moore       | 211 (−5)  |
| 2008 | Fancourt Outeniqua      | George    | Garth Mulroy      | 197 (−19) |
| 2009 | Fancourt Outeniqua      | George    | Christiaan Basson | 203 (−13) |
| 2010 | Fancourt Montagu        | George    | Branden Grace     | 209 (−7)  |

Amatola Sun Classic · Atlantic Beach Classic · Bell's Player Championship · Bloemfontein Classic · Botswana Open · Bushveld Classic · Canon Classic · Coca-Cola Charity Championship · Cock of the North · Devonvale Classic · Emfuleni Classic · Eskom Power Cup · General Motors Open · Goldfields Powerade Classic · Goodyear Classic · Graceland Challenge · Highveld Classic · ICL International · Iscor Newcastle Classic · Kalahari Classic · Limpopo Classic · Lombard Tyres Classic · Mafunyane Trophy · Mercedes Benz Golf Challenge · Mount Edgecombe Trophy · Namibië Open · Namibia PGA Championship · Nashua Wild Coast Sun Challenge · Natal Open · Nelson Mandela Invitational · Northern Cape Classic · Observatory Classic · Palabora Classic · Parmalat Classic · Radio Algoa Challenge · Randfontein Classic · Rhodesian Masters · Riviera Resort Classic · Royal Swazi Sun Classic · Seekers Travel Pro-Am · South African Masters · South African Match Play Championship · South African Pro-Am Invitational · Spoornet Classic · Sun Coast Classic · Transvaal Open · Vodacom Golf Championship · Vodacom Open · Vodacom Players Championship · Vodacom Series · Vodacom Trophy · Western Cape Classic · Western Province Open